# Balatonföldvár
Balatonföldvár is een plaats (város) en gemeente in het Hongaarse comitaat Somogy. Balatonföldvár telt 2091 inwoners (2001).